# Kék dongólégy
A kék dongólégy (Calliphora vicina) a rovarok (Insecta) osztályába a kétszárnyúak (Diptera) rendjébe, ezen belül a légyalkatúak (Brachycera) alrendjébe és a fémeslégyfélék (Calliphoridae) családjába tartozó faj.

## Előfordulása
Minden bomló növényi és állati eredetű anyagon előfordul. Leginkább vágóhidakon, konzervgyárakban és piacokon, főleg ősszel és tavasszal jelennek meg.

## Megjelenése
Testhossza 8-12 milliméter. A teste zömök és sűrű szőr, sörte borítja, acélkék színű.

## Szaporodása
Petéit, egy-egy alkalommal kb. 100-100 darabot bomló állati anyagra, elsősorban húsra és dögre rakja. A lárvák a hőmérséklettől függően 12-36 óra múlva kelnek ki, fejlődési idejük még 4 hét.